# Oz (televíziós sorozat)
Az Oz amerikai televíziós sorozat, amelyet 1997. július 12.-től 2003. február 23.-ig vetített az HBO. A műsor címe és a város neve, ahol játszódik (Emerald City) utalás az Óz, a csodák csodájában Smaragdvárosra. A szériát Tom Fontana készítette. Magyarországon a TV6 mutatta be 2008. július 26-án, feliratosan.

## Cselekmény
A produkció egy 4-es szintű állami börtön mindennapjairól szól. Az "Oz" név az "Oswald State Correctional Facility" (Oswald állami büntetés-végrehajtási intézet) rövidítése. Ez a fegyház fiktív építménynek számít. A főszereplő egy Tim McManus nevű börtönőr, aki a legtöbb őrrel ellentétben nem keményen bánik a rabokkal. Célja, hogy tökéletes börtönt hozzon létre, miközben elkerüli a konfliktusokat.

## Epizódok
| Évad | Évad | Epizódok | Eredeti sugárzás | Eredeti sugárzás    | Eredeti adó |
| Évad | Évad | Epizódok | Évadpremier      | Évadfinálé          | Eredeti adó |
| ---- | ---- | -------- | ---------------- | ------------------- | ----------- |
|      | 1    | 8        | 1997. július 12. | 1997. augusztus 25. | HBO         |
|      | 2    | 8        | 1998. július 11. | 1998. augusztus 31. | HBO         |
|      | 3    | 8        | 1999. július 14. | 1999. szeptember 1. | HBO         |
|      | 4    | 16       | 2000. július 12. | 2001. február 25.   | HBO         |
|      | 5    | 8        | 2002. január 6.  | 2002. február 24.   | HBO         |
|      | 6    | 8        | 2003. január 5.  | 2003. február 23.   | HBO         |

## Közvetítés
A sorozat 6 évadot élt meg 56 epizóddal. 55 perces egy epizód. Amerikában az HBO sugározta, Magyarországon országosan a Viasat6 sugározta feliratosan, most az HBO Max kínálatában érhető el, ugyancsak eredeti, angol nyelven magyar felirattal. Az USA-ban kultikus műsornak számít.